# Krajnja grupa
Krajnja grupa u hemiji polimera je konstitutivna jedinica koja je na krajevima makromolekulskog ili oligomernog molekula. Na primer, krajnja grupa PET poliestra može da bude alkoholna ili karboksilna grupa.
Svaka krajnja grupa je vezana za samo jednu ponavljajuću jedinicu. Linearni polimer sadrži dve krajnje grupe.
Krajnje grupe u makromolekulima mogu da imaju specijalnu reaktivnost u naknadnim reakcijama. One se mogu koristiti za određivanje molarne mase.